# Hurtin’ Me
Hurtin’ Me (dt.: „(es) verletzt mich“) ist ein Lied der britischen Sängerin und Rapperin Stefflon Don in Zusammenarbeit mit dem US-amerikanischen Rapper French Montana. Es wurde am 16. Juni 2017 veröffentlicht und erreichte die Top-10 der britischen Singlecharts. Für über 600.000 verkaufter Einheiten wurde das Lied von der British Phonographic Industry mit einer Platin-Schallplatte ausgezeichnet und zählt als kommerzieller Durchbruch der Rapperin.

## Hintergrund
Nach dem Feature Stefflon Dons auf Jeremihs Single London und nachdem mehrere ihrer Videos auf YouTube über eine Million Mal aufgerufen wurden, wurde die Plattenfirma Universal Music auf die Rapperin aufmerksam und nahm sie unter Vertrag. Mit dem Label 54 London wurde seitens Universal ein extra Sublabel für sie kreiert.
Hurtin’ Me ist nach der EP Real Ting die erste Single, die von Stefflon Don veröffentlicht wurde. Das Lied wurde von Stefflon Don, French Montana und Rodney Hwingwiri geschrieben und komponiert und von letzteren zusammen mit Rymez produziert. Das Mastering übernahm Stuart Hawkes, die Abmischung erfolgte durch Phil Tan. Laut eigener Aussage wusste Stefflon Don, dass sie für dieses Lied die Zusammenarbeit mit einem andern Künstler benötigte und French Montana fiel ihr spontan als erstes ein.

## Musikalisches
Hurtin’ Me wird von verschiedenen Seiten in die Genres R&B und Dancehall eingeordnet. Der Song ist in Strophe-Refrain-Form aufgebaut, ummantelt wird er durch ein Intro und ein Outro. Die ersten beiden Strophen singt Stefflon Don, in der dritten Strophe folgt der Rap von French Montana. Der Refrain wird von beiden vorgetragen. Inhaltlich geht es bei Hurtin’ Me um das Verlassenwerden. Per Twitter gab die Sängerin bekannt, dass das Lied nicht über sie gehe, sondern dass sie die neue Freundin ist, die das Lied beinhaltet.

## Rezensionen
Hurtin’ Me wurde überwiegend positiv bewertet. Für James Hall vom The Daily Telegraph „hebt das Lied Stefflon Dons verwundbarere Seite hervor“. Für Kate Hutchinson von The Guardian weist Hurtin’ Me Ähnlichkeiten zu Liedern von Rihanna auf. Alex Norris schrieb, dass Stefflon Don mit diesem Lied „unzweifelhaft einen Ausfallschritt Richtung dem Mainstream“ tätigt. „Hurtin’ Me mag die Wildheit von Stefflon Dons früheren Liedern fehlen, aber ihre weichere Seite ist gleichermaßen verlockend“, so der Kritiker weiter. Als „Feinster Club-Sound mit lässigen Feel-Good-Vibes“ beschrieb bigFM den Song und fügte an: „Im Gegensatz zu ihrem Debüt Real Ting hört man dieses Mal mehr, als nur kompromisslosen Rap. Die 25-Jährige zeigt ihr ganzes Gesangstalent und ergänzt den entspannten R’n’B-Sound mit einem schönen Rap-Part von French Montana. Der Track ist nicht nur perfekt zum Abtanzen, sondern eignet sich auch ideal für eine lockere Kopfnicker-Atmosphäre im Auto“.

## Kommerzieller Erfolg

### Chartplatzierungen
Hurtin’ Me stieg am 24. August 2017 auf Platz 47 in die britische Singlecharts ein. Nachdem das Lied fünf Wochen auf Mittelfeldplatzierungen verbracht hatte, wurde am 28. September 2017 erstmals die Top-20 erreicht. In der neunten Chartwoche stieg Hurtin’ Me in die Top-10 (Platz 9) ein, eine Woche später wurde mit Platz 7 die beste Position erreicht. Danach fiel der Song wieder aus den Top-10 raus, verblieb aber noch bis zum 22. Februar 2018 in den Charts. Insgesamt verbrachte Hurtin’ Me zwei Wochen in den Top-10, sieben Wochen in den Top-20 und 27 Wochen in den gesamten britischen Singlecharts. Für Stefflon Don war dies der erste Charterfolge als Solokünstlerin. Der Song verkaufte sich im Vereinigten Königreich über 600.000 Mal und wurde daher am 13. April 2018 von der British Phonographic Industry mit einer Platin-Schallplatte ausgezeichnet
Im deutschsprachigen Raum gelangen Hurtin’ Me keine Platzierungen in den Singlecharts. Auch eine Platzierung in den Billboard Hot 100 verpasste das Lied, erreichte aber Platzierungen in den Subcharts R&B/Hip-Hop Rhytmic (Platz 12) und R&B/Hip-Hop Airplay (Platz 32). Eine weitere Chartplatzierung gelang Hurtin’ Me in den französischen Singlecharts (Platz 70).
| ChartsChartplatzierungen     | Höchstplatzierung | Wochen |
| ---------------------------- | ----------------- | ------ |
| Vereinigtes Königreich (OCC) | 7 (27 Wo.)        | 27     |

### Auszeichnungen für Musikverkäufe
| Land/Region                  | Auszeichnungen für Musikverkäufe (Land/Region, Auszeichnung, Verkäufe) | Verkäufe  |
| ---------------------------- | ---------------------------------------------------------------------- | --------- |
| Frankreich (SNEP)            | Gold                                                                   | 100.000   |
| Kanada (MC)                  | Gold                                                                   | 40.000    |
| Vereinigtes Königreich (BPI) | 2× Platin                                                              | 1.200.000 |
| Insgesamt                    | 2× Gold · 2× Platin ·                                                  | 1.340.000 |

Hauptartikel: French Montana/Auszeichnungen für Musikverkäufe

## Musikvideo
Das offizielle Musikvideo von Hurtin’ Me wurde von Luke Biggins und Stefflon Don in Bevery Hills und Los Angeles gedreht. Am Anfang läuft Stefflon Don durch ihr Anwesen in Beverly Hills, sieht sich alte Fotos von ihrem Exfreund an und denkt an ihn. Später folgt eine Choreografie mit mehreren Tänzerinnen auf dem Dach der Villa. French Montana, der in dem Video den neuen Freund von Stefflon Don spielt, rappt seine Strophe auf einem Dach eines Hochhauses in Los Angeles. Das Video wurde bei YouTube über 66 Millionen Mal aufgerufen (Stand: Mai 2018).

## Formate
Download
1. Hurtin’ Me (feat. French Montana) – 3:32

Remix (Download)
1. Hurtin’ Me (The Remix) (feat. Sean Paul, Popcaan und Sizzla) – 4:01

Hurtin’ Me – The EP
1. Hurtin’ Me (The Remix) (feat. Sean Paul, Popcaan und Sizzla) – 4:01
2. Hurtin’ Me (feat. French Montana) – 3:32
3. Ding-a-Ling (mit Skepta) – 3:07
4. 16 Shots – 3:44